# Светловщина (Полтавская область)
Светловщина (укр. Світлівщина) — село,
Соколово-Балковский сельский совет,
Новосанжарский район,
Полтавская область,
Украина.
Код КОАТУУ — 5323486003. Население по переписи 2001 года составляло 142 человека.

## Географическое положение
Село Светловщина находится в 2-х км от сёл Андреевка и Соколова Балка.

## История
- 1831 — дата основания.